# Giovanni Francesco Caroto

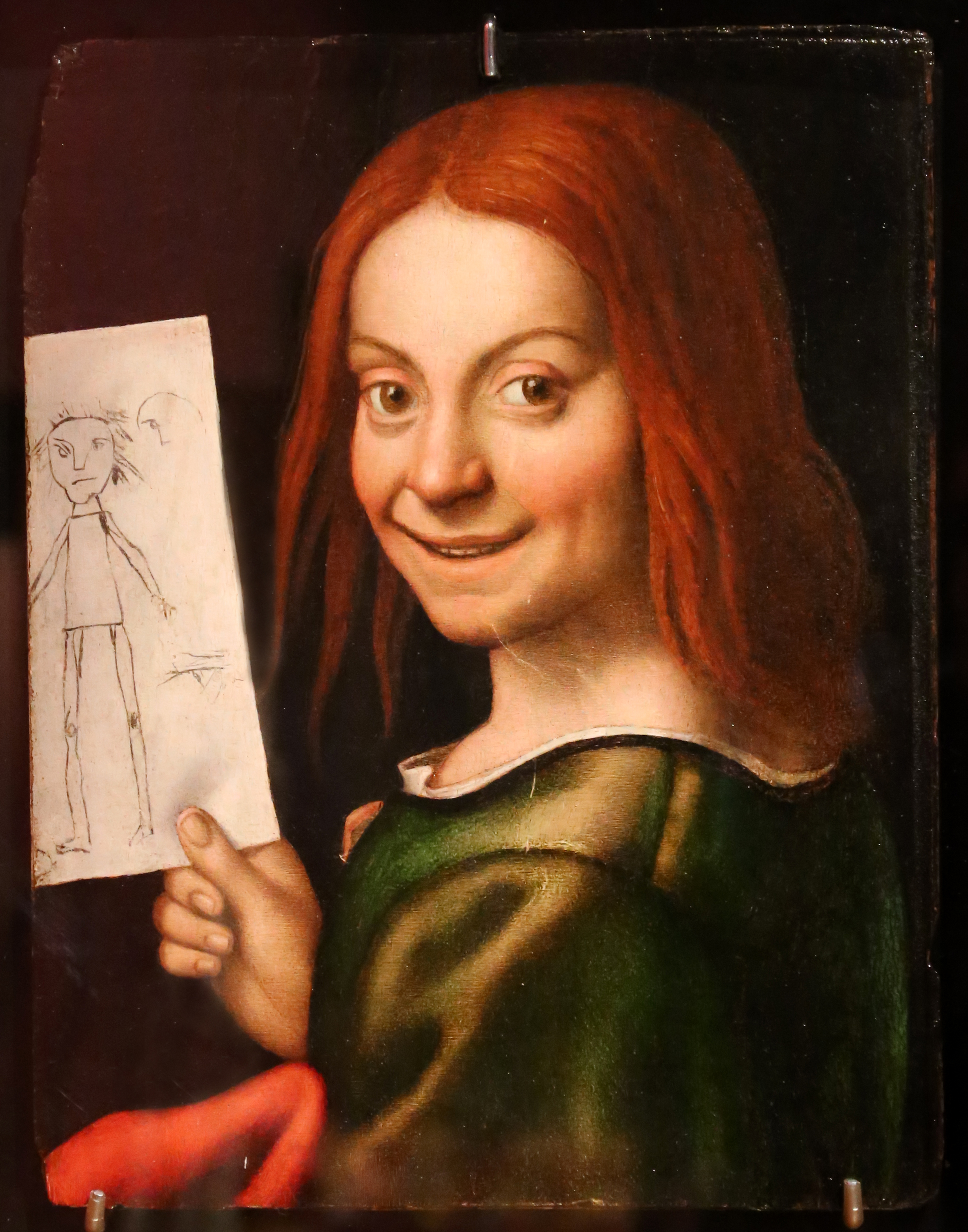
Knabe mit einer Zeichnung

Giovanni Francesco Caroto (* um 1480 in Verona; † 1555 ebenda) war ein italienischer Maler.

## Leben
Caroto war Schüler des Liberale von Verona und des Andrea Mantegna, dessen Stil seine Jugendwerke bestimmte. Seit 1508 gewann wieder die Malweise der veronesischen Schule die Oberhand bei ihm, um später allmählich der des Giulio Romano und der Venezianer Platz zu machen.
Seine Ölgemälde sind zahlreich, vorzüglich in den Galerien von Verona, Modena und Mantua vertreten.
Als Freskomaler leistete er das beste in dem Zyklus aus der Tobiaslegende in der Spolocrini-Kapelle zu Chiesa di Santa Eufemia in Verona.

## Werke (Auswahl)
- Anbetung der Könige. Holz, 32 × 62 cm. Bergamo, Galleria dell’Accademia Carrara.
- Auferweckung des Lazarus. 1531, Leinwand, 140 × 110 cm. Verona, Palazzo Vescovile.
- Der Kindermord in Bethlehem. 1527, Holz, 32 × 63 cm. Bergamo, Galleria dell’Accademia Carrara.
- Die drei Erzengel. Holz, 238 × 183 cm. Verona, Palazzo Vescovile.
- Geburt Mariä. Holz, 33 × 62 cm. Bergamo, Galleria dell’Accademia Carrara.
- Heilige Familie. Leinwand, 125 × 90 cm. Verona, Museo di Castelvecchio.
- Knabe mit einer Zeichnung, Holz, Museo di Castelvecchio, Verona (galt zeitweise nach Diebstahl November 2015 als verschollen[1] Der Diebstahl ist inzwischen aufgeklärt[2]).
- Hl. Katharina. Leinwand, 180 × 85 cm. Verona, Museo di Castelvecchio.
- St. John the Evangelist on Patmos, 92 × 77,8 cm, Národní Galerie v Praze